# フィリップモリス (たばこ)

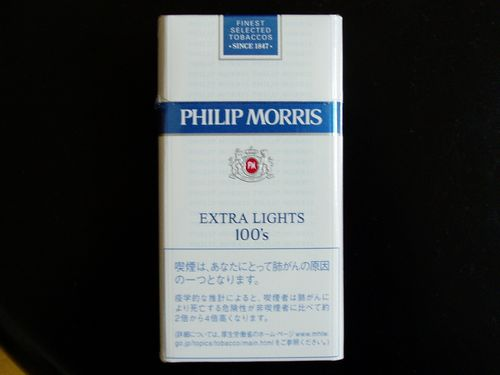
PHILIP MORRIS EXTRA LIGHTS 100's（旧デザイン）

フィリップモリス（PHILIP MORRIS）は、フィリップモリス社が製造するたばこの銘柄の一つ。PM（ピーエム）と略称される。
箱に表記は無いが、現在はウクライナで生産されている。

## 概要
キャスター等と比べると弱めではあるが、フレーバーにはバニラが使われている。
2010年3月上旬よりフィリップモリス各銘柄が、デザイン・喫味を変更。 5mg・3mg・1mgのFKBOX・100BOX/5mgスーパーメンソール/1mgウルトラメンソールの合計8銘柄が 新型巻紙（PRO-NEX）を採用し、デザイン新たにリニューアルされた。（広島県では、メンソール2種を除き2009年9月中旬に先行して切り替わり、その際にライトも廃止されている）
2014年5月以降、順次ラークブランドに統合され、ラーク・ブルー・スムース・レーベルとなった（メンソール製品は同時に廃止）。なお、ラーク・ブルー・スムース・レーベルとしてはライトが復活しているが、事実上かつて廃止されたライトKSボックスをPRO-NEX化したものとなっている(その後廃止)。また、日本未発売だったフルフレーバー（10mg）がラーク・ブルー・スムース・レーベルのラーク・スムース・テイストとして発売されている(その後廃止)。
2020年2月よりブランドの復活と低価格で買えるシリーズの販売を開始した。
2025年6月1日より、外国為替相場の変動や物価の高騰により全13銘柄に20円の値上げを実施。

## 製品一覧（国内販売製品）

### 現行販売製品
※製造国は2022年8月現在

### ブランド名変更製品
旧PMエクストラライトとPMワン(KSB/100)については、2014年5月にPMスーパーライトと同じくラークにブランド変更したが、その後2016年10月頃までに赤ラークのエクストラマイルドとウルトラワンに統合され、製品名をそれぞれエクストラとウルトラに改名し、消滅予定。

## テレビCM出演者
- 黒木瞳（1994年 - 1995年/スーパーライト）
- 椎名桔平・渡辺由紀（1997年/エクストラライト発売時）